# Fundão
Fundão es una ciudad portuguesa y también un municipio del distrito de Castelo Branco, de la región estadística del Centro (NUTS II) y de la comunidad intermunicipal de Beiras y Sierra de la Estrella (NUTS III). La ciudad, cabecera del municipio, contaba en 2011 con 9236 habitantes, mientras que el municipio del mismo nombre, tenía 29 213 habitantes en la misma fecha.

## Geografía
La ciudad está localizada en lado de la Sierra de Gardunha, en la planicie de Cova da Beira, a una altitud de cerca de 500 metros. El municipio tiene 701,65 km² de superficie, 26 509 habitantes (2021) y está subdividido en 23 freguesias. El municipio está limitado al norte por los municipios de Covilhã, Belmonte y Sabugal, al este por Penamacor e Idanha-a-Nova, a sur por Castelo Branco, al sudoeste por Oleiros y al oeste por Pampilhosa da Serra.
| Noroeste: Covilhã          | Norte: Covilhã      | Noreste: Belmonte y Sabugal |
| Oeste: Pampilhosa da Serra |                     | Este: Penamacor             |
| Suroeste: Oleiros          | Sur: Castelo Branco | Sureste: Idanha-a-Nova      |

### División administrativa

División en freguesias tras la reforma de 2013

Antes de la reforma administrativa de enero de 2013 que redujo el número de freguesias el municipio de Figueira de Castelo Rodrigo estaba dividido en 31 freguesias. Las freguesias del municipio desaparecidas en el proceso fueron Aldeia de Joanes, Aldeia Nova do Cabo, Atalaia do Campo, Bogas de Baixo, Donas, Escarigo, Fundão, Janeiro de Cima, Mata da Rainha, Póvoa de Atalaia, Salgueiro, Vale de Prazeres y Valverde.
Tras la reforma administrativa de 2013, el número de freguesias se redujo a 23:

### Freguesias
Las freguesias de Fundão son las siguientes:
- Alcaide
- Alcaria
- Alcongosta
- Alpedrinha
- Barroca
- Bogas de Cima
- Capinha
- Castelejo
- Castelo Novo
- Enxames
- Fatela
- Fundão, Valverde, Donas, Aldeia de Joanes e Aldeia Nova do Cabo
- Janeiro de Cima e Bogas de Baixo
- Lavacolhos
- Orca
- Pêro Viseu
- Póvoa de Atalaia e Atalaia do Campo
- Silvares
- Soalheira
- Souto da Casa
- Telhado
- Três Povos
- Vale de Prazeres e Mata da Rainha

## Demografía
| Gráfica de evolución demográfica de Fundão entre 1864 y 2021 |
|                                                              |
| Datos según el nomenclátor publicado por el INE portugués.   |